# Mariahout
Mariahout ist ein kleines Dorf in den südlichen Niederlanden, etwa 20 Kilometer nördlich von Eindhoven. Mariahout hat eine Bevölkerung von etwa 2055 Einwohnern (Stand: 1. Januar 2024) und ist das kleinste Dorf der Gemeinde Laarbeek. 

## Geschichte

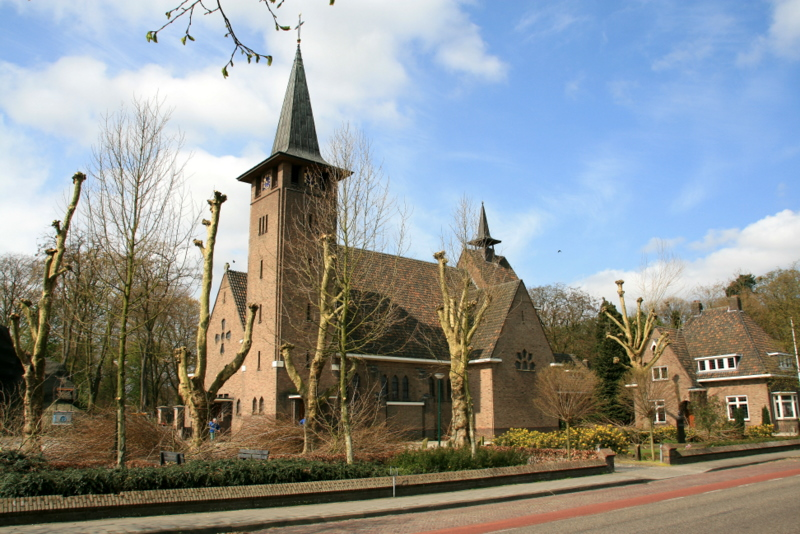
Die Unserer Lieben Frau von Lourdes Kirche in Mariahout

In der Zeit nach 1920 wurde der Heideboden im westlichen Teil der Gemeinde Lieshout urbar gemacht. Da entstanden viele neue Landwirtschaftsbetriebe, die zusammen mit einer bestehenden Siedlung die Grundlage bildeten für eine neue Dorfgemeinschaft. Diese Gemeinschaft wurde offiziell im Jahr 1933 mit dem Namen Mariahout gegründet. Dieser Name ist eine Zusammenziehung von Maria, der Schutzpatronin der neuen Pfarrei, und Lieshout. Bis 1997 war Mariahout ein Teil der Gemeinde Lieshout.
Seit die Gemeinde Lieshout am 1. Januar 1997 aufgelöst wurde, ist das Dorf Teil der neuen Gemeinde Laarbeek.

## Persönlichkeiten
- Guus Meeuwis (* 1972), niederländischer Popsänger, geboren in Mariahout